# Wudang Tai Chi Chuan
Die Bezeichnung Wudang Tai Chi Chuan (chinesisch 武當太極拳 / 武当太极拳, Pinyin Wǔdāng Tàijíquán, Jyutping Mou5dong1 Taai3gik6kyun4) wird für zwei sehr unterschiedliche Stile der chinesischen Kampfkunst Taijiquan verwendet. Einerseits wird damit der Stil bezeichnet, der aus den daoistischen Traditionen der Wudang-Berge stammen soll und heute von dort aus verbreitet wird, andererseits bezeichnet es einen Taijiquan-Stil in Hongkong, der von Cheng Tin-Hung (鄭天熊 / 郑天熊, 1930–2005) a entwickelt wurde, dessen Wurzel im Wu-Stil zu finden ist.

## Taijiquan aus dem Wudang-Gebirge
Der Legende nach lebte Zhang Sanfeng, der als Begründer der inneren Kampfkünste und damit auch des Taijiquan gilt, im Wudang Shan. In den dortigen daoistischen Klöstern wurden die Traditionen der inneren Kampfkünste von Zhang Sanfeng gepflegt und weiterentwickelt und bis zum heutigen Tag erhalten, auch wenn sie im Rahmen der Kulturrevolution und der Unterdrückung sogenannter religiöser Praktiken teilweise im Geheimen praktiziert werden mussten und fast ausgelöscht wurden.
Mittlerweile gibt es wieder verschiedene Meister wie Zhong Xueyong und You Xuande, die in den Wudang-Bergen gelernt haben, sich auf die Wudang-Traditionen berufen und ihre Kampfkünste von Wudang Shan aus weiterverbreiten. Das in den Wudang-Bergen derzeit praktizierte Taijiquan unterscheidet sich grundlegend sowohl vom Yang-Stil als auch vom Chen-Stil und trägt eine sehr eigene Prägung. Es ist einerseits stark anwendungsorientiert und schöpft in den Bewegungen aus den Formen der traditionellen chinesischen Kampfkünste, geht jedoch zugleich mit einer sehr intensiven meditativen Praxis und ausgiebiger innerer Versenkung einher. Im Wudang Pai (武當派 / 武当派 – „Wudong-Stil, Schule des Wudong-Stils“) b, wie er historisch in Kampfkunstkreisen allgemein in China genannt wird, ist das Taijiquan nur ein wenngleich integraler Bestandteil des dort praktizierten Systems der inneren Kampfkünste.

## Wudang Tai Chi Chuan nach Cheng Tin-Hung
Das Wudang Tai Chi Chuan nach Cheng Tin-Hung (1930–2005) wurde in der Mitte des 20. Jahrhunderts in Hongkong entwickelt und wurde dabei sehr stark vom Wu-Stil nach Wu Jianquan, den Cheng Tin-Hung von seinem Onkel Cheng Wing Kwong erlernte, beeinflusst. Dennoch bestehen beträchtliche Unterschiede zwischen den heutigen Schulen des Wu-Stils und dem Wudang Tai Chi Chuan aus der Linie von Cheng Tin-Hung.
Ian Cameron (* 1944) und Dan Docherty (* 1954), beide Schüler Cheng Tin-Hungs in Großbritannien. Dan Docherty hat es sich zur Aufgabe gemacht, Wudang Tai Chi Chuan europa- und weltweit zu verbreiten. Dan Docherty lebt derzeit in London und Ian Cameron in Edinburgh. (Stand 2021)
Auch in Hongkong wird Wudang Tai Chi Chuan weiterhin gelehrt. Der Vorsitzende der dortigen Schule ist Cheng Tin-Hungs Sohn, Cheng Kamyan (鄭鑑恩 / 郑鉴恩) c. Die Organisation in Hongkong trägt den Namen „Hong Kong Tai Chi Association“.
Wudang Tai Chi Chuan ist auch unter dem Namen „Practical Tai Chi Chuan“ bekannt. Das ist darauf zurückzuführen, dass verschiedene chinesische Kampfsportjournalisten die Anwendung dieser Kampfsportart als sehr realistisch und wirksam empfanden. Aus diesem Grund wählte Dan Docherty für seine Organisation den Namen „Practical Tai Chi Chuan International“.
Anmerkung

### Bestandteile
Die fünf Bestandteile des Wudang Tai Chi Chuan sind: 
- Handform – Kurz- und Langform
- Waffenformen – Speer-, Säbel- und Schwertform
- Tuishou – „Schiebende Hände“ – Passive Selbstverteidigung – Erspüren einer Gegenbewegung beim Kontrahent bzw. Partner
- Sanshou „Freihand“ – Aktive Selbstverteidigung – Formloser Nahkampf
- Neigong – „Innere Arbeit“ – Arbeit am eigenen Qi-Fluss – eine Form des Qigong

#### Handform
Jeder Taijiquan-Stil besitzt eine oder mehrere Handformen, die aus einer Folge von Bewegungen zusammengesetzt sind, die den Körper durch Dehnungen und Drehungen leicht massieren.
Wudang Tai Chi Chuan verfügt heute über zwei Kurzformen und eine Langform.
Alle Techniken der Handform werden bei der Selbstverteidigung angewandt.

#### Waffenformen
Drei Waffen und die damit verbundenen Formen werden im Wudang Tai Chi Chuan unterrichtet: 
- Säbel – Dao 刀,  dāo, Jyutping dou1
- Speer – Qiang 槍 / 枪,  qiāng, Jyutping coeng1
- Schwert – Jian 劍 / 剑,  jiàn, Jyutping gim4

Es heißt: 
- Der Speer unterstützt die Entwicklung der Weisheit.
- Der Säbel stärkt die Entschlossenheit.
- Das Schwert nährt das Qi.

#### Tuishou / Tui Shou (Schiebende Hände)
Tui Shou ist ein hervorragendes Hilfsmittel zum Erlernen der „Fünf Strategien“ und „Dreizehn Taktiken“. Um die Absichten des Partners/Gegners zu spüren, wird durch die Tui-Shou-Übungen die Sensibilität der Arme entwickelt. Gleichzeitig wird durch wiederholtes Trainieren die eigene Reaktionsfähigkeit verbessert.

#### Sanshou / San Shou (Freihand)
Ein wichtiger, heute leider mehr vernachlässigter Bestandteil ist die Selbstverteidigung. Wudang Tai Chi Chuan legt sehr großen Wert darauf, diesen Baustein des Systems am Leben zu erhalten. Die Techniken findet man in den Bewegungen der Handform und sie werden normalerweise mit einem Partner oder mehreren Partnern geübt.
Um die Selbstverteidigungstechniken wirksam einsetzen zu können, muss man in guter körperlicher Verfassung sein.

#### Neigong / Nei Gong (Innere Arbeit)
Ein wesentlicher Bestandteil dieser Kampfkunst ist Neigong (Innere Arbeit, Innere Stärke). 
Nei Gong wird in der Wudang-Lehre in 12 Yin-Übungen und 12 Yang-Übungen unterteilt.
Sowohl die innere Kraft als auch die Kondition wird durch ständiges Üben gefördert, zugleich wird auch ein ruhiger Geist entwickelt.